# Lindikai (Pagėgiai)
Lindikai (deutsch Lindicken) ist ein kleiner Ort in Litauen, im Bezirk Tauragė (Memel). Er gehört zum Amtsbezirk Vilkyškiai (Willkischken) in der Gemeinde Pagėgiai (Pogegen).

## Geographie
Lindikai liegt sieben Kilometer nordöstlich von Vilkyškiai und zwei Kilometer nordwestlich von Žukai (Szugken) im Norden der Fernstraße KK 141 Klaipėda–Kaunas.

## Geschichte

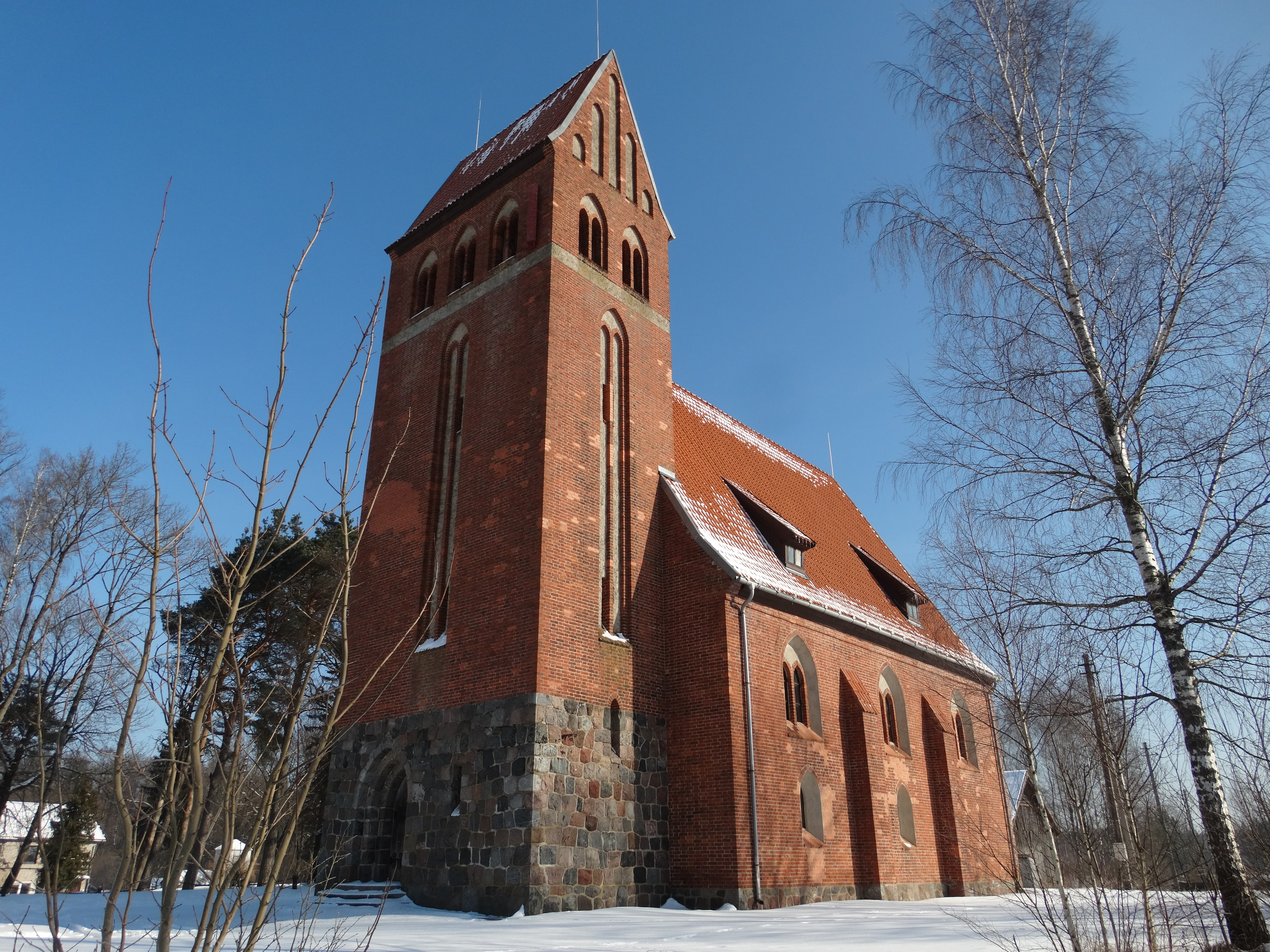
Evangelisch-lutherische Kirche in Žukai (Szugken), geweiht am 27. September 1907

Das in der deutschen Sprache Lindicken genannte Dorf wurde 1874 in den Amtsbezirk Szugken (heute litauisch: Žukai) eingegliedert. Er gehörte bis 1920 zum Kreis Ragnit und von 1939 bis 1945 zum Landkreis Tilsit-Ragnit im Regierungsbezirk Gumbinnen der preußischen Provinz Ostpreußen und war zwischen 1920 und 1939 dem Kreis Pogegen im Memelland zugeordnet. 
Lindicken zählte im Jahre 1905 36, 1910 39 und 1925 55 Einwohner.
Im Jahre 1945 kam das Dorf zur Litauischen Sozialistischen Sowjetrepublik (LSSR)  und seit 1991 zur Litauischen Republik. Hier ist es in die Gemeinde Pagėgiai im Bezirk Tauragė eingegliedert.
Kirchlich gehörte Lindicken vor 1945 mit seiner meist evangelischen Bevölkerung zum Kirchspiel der Kirche Szugken im Kirchenkreis Pogegen (litauisch: Pagėgiai) innerhalb der Kirchenprovinz Ostpreußen (zwischen 1923 und 1939 mit einem für das Memelland gesonderten Konsistorium) der Kirche der Altpreußischen Union. Heute ist die Einwohnerschaft fast ausnahmslos römisch-katholischer Konfession. Evangelische Kirchenglieder gehören zur Evangelisch-lutherischen Kirche in Litauen.